# Nanophoca
Nanophoca — вимерлий рід тюленів із середнього міоцену Бельгії.

## Біологія
Анатомія скелета Nanophoca вказує на те, що він міг посилити використання своїх передніх ласт для захоплення здобичі.